# Kråk-Larstjärnen
Kråk-Larstjärnen är en sjö i Älvdalens kommun i Dalarna och ingår i Dalälvens huvudavrinningsområde.